# Lippenbroek

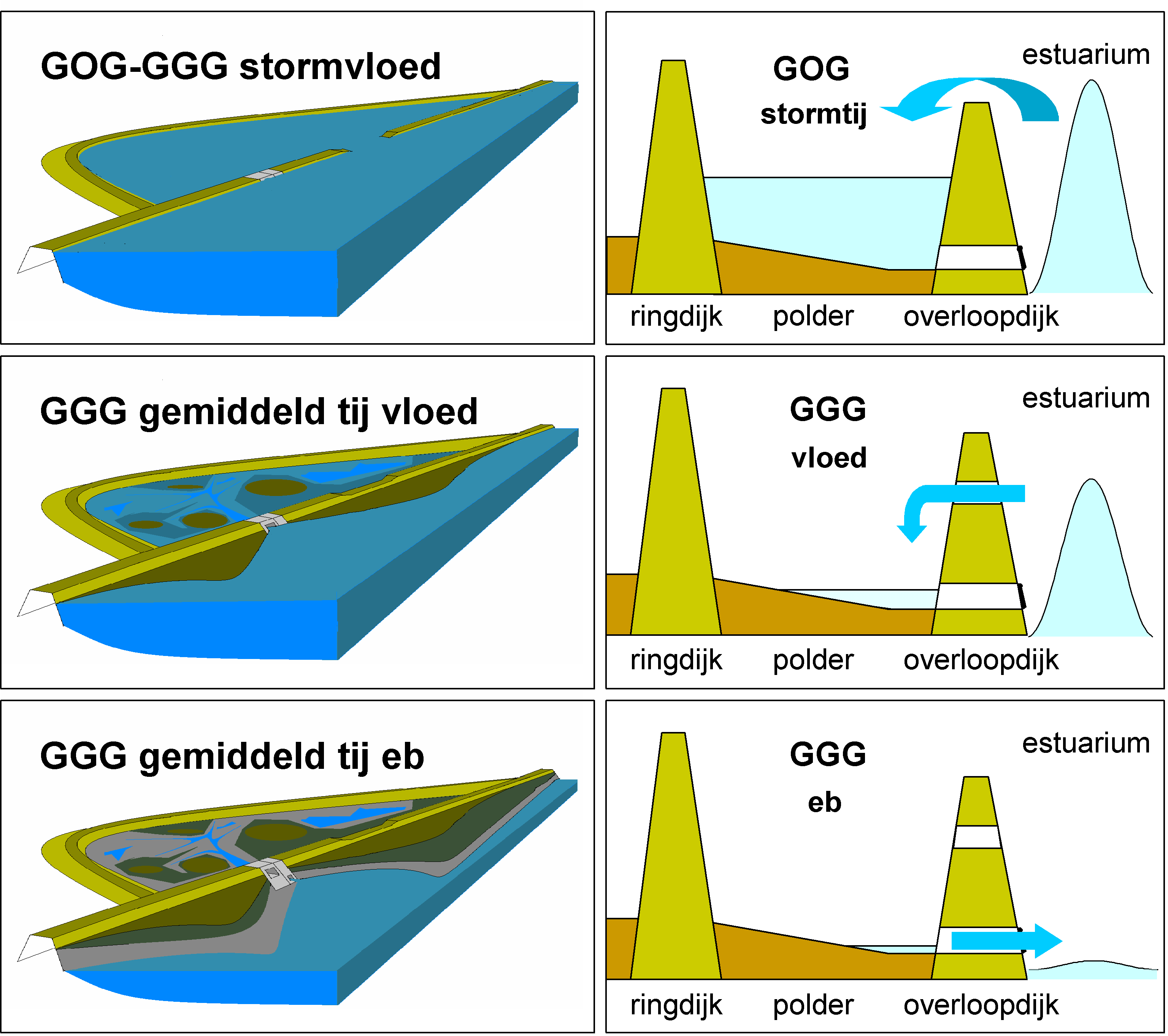
Conceptschets van een gecontroleerd overstromingsgebied met gecontroleerd, gereduceerd getij

Het Lippenbroek is een voormalige polder in het Belgische zoetwatergedeelte van het Schelde-estuarium, die nu fungeert als pilotproject voor het herstel van intergetijdengebieden in een dichtbevolkt estuarium. Het gebied van 10 ha, gelegen op het grondgebied van de Belgische gemeente Hamme, werd in maart 2006 in gebruik genomen als een gecontroleerd overstromingsgebied (GOG). Via een sluizenconstructie staat het gebied in contact met de Schelde, zodat er bij elk hoogtij water in het gebied stroomt, wat er bij laagtij weer uit vloeit. De sluizen zijn ontworpen om een waterregime in het gebied te krijgen dat aanleunt tegen het regime in natuurlijke slikken en schorren langs de Schelde. Het Lippenbroek krijgt op deze manier zowel een veiligheidsfunctie (waterberging bij extreem springtij) als een natuurontwikkelingsfunctie. In het kader van het Sigmaplan krijgen nog andere gebieden langs de Zeeschelde een gelijkaardige bestemming.